# Georg von Eppstein
Georg von Eppstein, född 20 mars 1874 i Breslau, död 29 september 1942 (mördad i koncentrationslägret Theresienstadt), var en tysk friherre, professor, författare och geheimeråd. Hade titeln "Wirklicher Geheimer Rat" och "Geheimer Kabinettsrat" även kallad Excellenz.
Georg von Eppstein skrev politiska texter om bland annat Otto von Bismarck. 1918 upphöjdes han till friherre och grundade "Fürst Leopold Akademie für Verwaltungswissenschaft" där han även arbetade som professor. Han var rådgivare till den sista fursten Lippe, Leopold IV. Till von Eppsteins minne finns en snubbelsten som är belägen på hans sista adress 12205 Potsdamer Str. 32, Berlin.